# Langues en Serbie

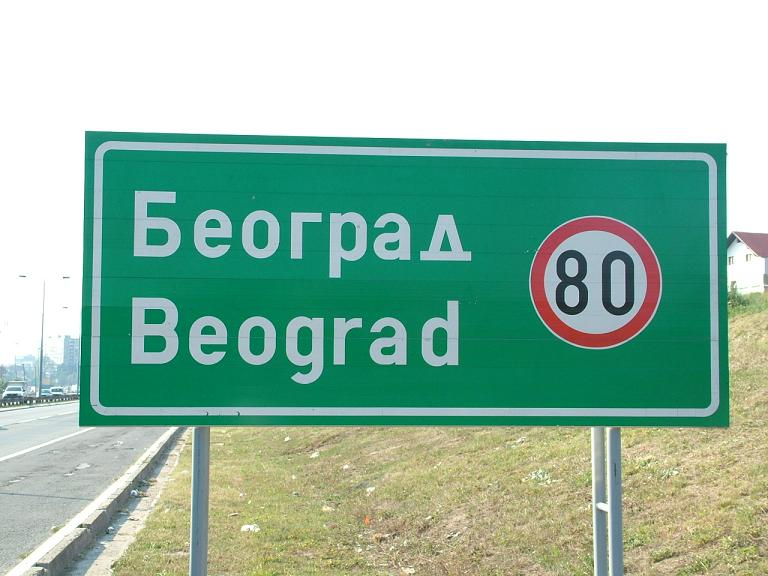
Signalisation routière double avec texte en alphabet cyrillique serbe et alphabet latin serbe, en Serbie.

Les langues en Serbie sont les dix langues officiellement reconnues par la constitution de 2006 en Serbie, dont le serbe qui est la langue officielle du pays (article 10).

## Serbe
La langue jadis nommée serbo-croate et que les linguistes scientifiques définissent comme « Diasystème slave du centre-sud » n'a plus d'existence légale, car depuis la dislocation de la Yougoslavie, la Serbie, le Monténégro, la Bosnie-Herzégovine et la Croatie définissent officiellement cette langue comme respectivement serbe, monténégrin, bosnien ou croate. Les locuteurs de cette « langue à quatre noms » désignée par l'acronyme BCMS se comprennent spontanément, sans traducteur ; la séparation et la définition de ces langues n'est donc pas scientifique, mais historique et politique. En revanche, d'une région à l'autre, on peut noter des différences partielles dans le lexique ou la morphologie (certaines conjugaisons ou déclinaisons varient). Il y a surtout une différence d'alphabet : il est cyrillique et latin en Serbie, au Monténégro et dans la république serbe de Bosnie, mais seulement latin en Croatie et dans la fédération croato-musulmane de Bosnie-Herzégovine. En Serbie, le cyrillique est utilisé par les journaux de référence comme Politika ; les journaux en alphabet latin sont des journaux plus généralistes et populaires, comme Blic (lire Blitz) ; il caractérise aussi des journaux d'opposition ou progressistes comme Danas. L'administration serbe, quant à elle, privilégie l'alphabet cyrillique, tout en utilisant aussi l'alphabet latin. Le cyrillique est également l'alphabet officiel du Patriarcat de Serbie.

## Autres langues officiellement reconnues
Trois langues minoritaires sont officiellement reconnues dans certaines municipalités de Serbie centrale : l'albanais (Bujanovac, Medveđa, Preševo), le bulgare (Dimitrovgrad, Bosilegrad) et, dans l'ensemble « BCMS », le bosnien (Sjenica, Tutin, Novi Pazar, Prijepolje, Priboj, Nova Varoš).

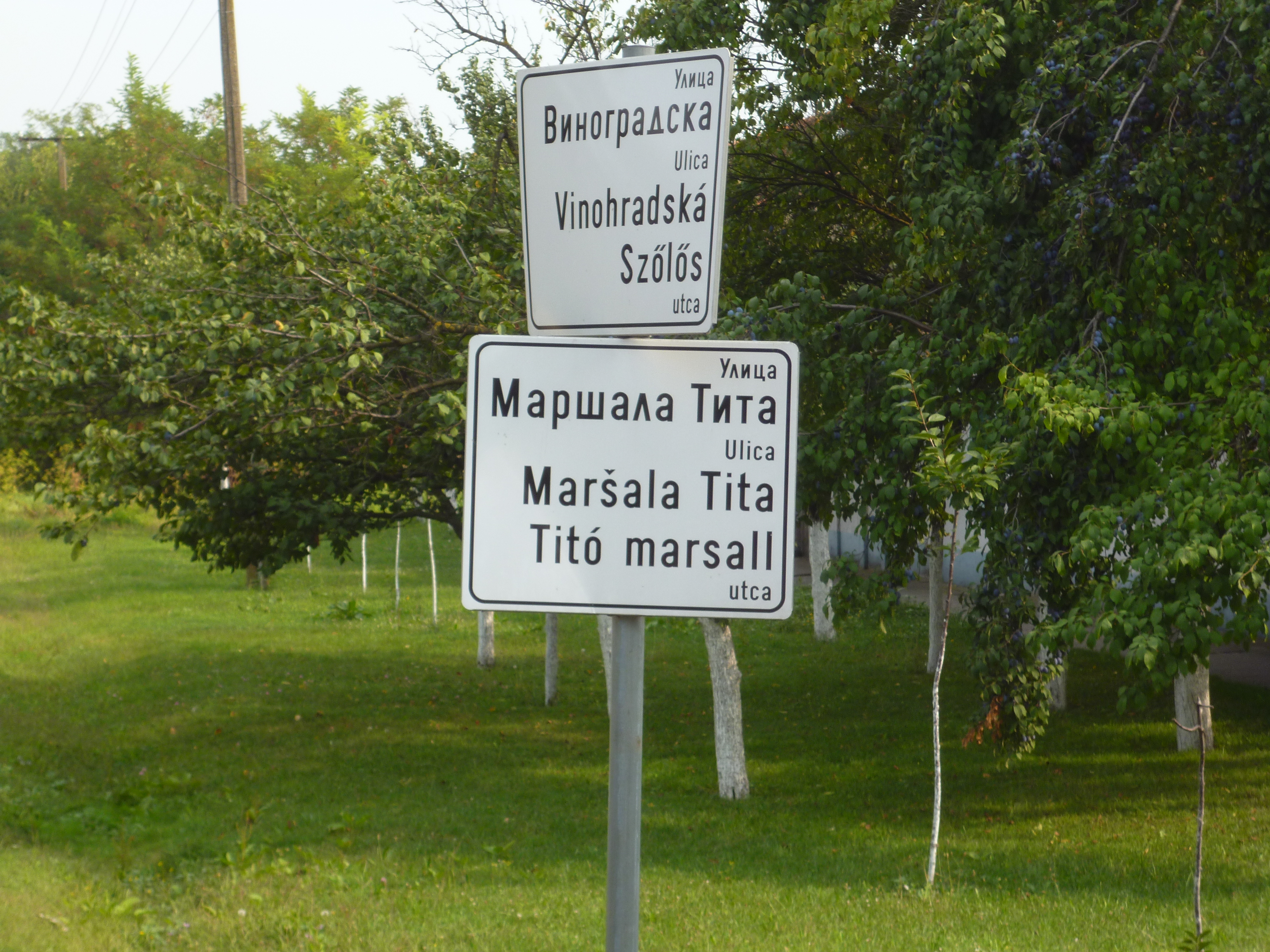
Plaque de rue du village de Belo Blato en langues serbe, slovaque, et hongroise, reflétant la diversité de la population de Voïvodine.

L'administration de la province autonome de Voïvodine reconnaît officiellement, outre le serbe, sept langues minoritaires : le hongrois, le roumain de Voïvodine (rumunsko), le ruthène ou rusyn de Voïvodine, le slovaque, le tchèque et, dans l'ensemble « BCMS », le croate et le bounyévatz (un dialecte chtokavien). Toutes ces langues sont utilisées dans le gouvernement provincial. Le serbe est employé dans tous les gouvernements municipaux de la province. Les langues des minorités sont choisies par chaque municipalité, au niveau local. Le serbe cyrillique a été retenu par les 45 municipalités de la province, tandis que le serbe en alphabet latin est officiel dans 23 municipalités sur 45. Le hongrois est langue officielle dans 29 municipalités, le slovaque dans 12, le roumain dans 9 et le ruthène dans 6. Le croate est langue officielle dans une municipalité.

## Langues sans reconnaissance officielle
On parle aussi en Serbie trois langues qui n'ont pas ou plus de reconnaissance officielle, ne figurent donc pas ou plus sur les cartes et dans les statistiques récentes, et dont on ignore par conséquent le nombre exact de locuteurs : d'une part l'aroumain (appelé vlašsko en Serbie, dans la haute vallée de la Morava) et le roumain de la Kraïna du Timok (appelé vlasko en Serbie, dans la région des Portes de Fer),, et d'autre part le romani (en ses variantes : arlisque - arliskó, ashkalisque - aškaliskó, djambasque - xhambaskó, tchanarsque - čanarskó, tcherbarsque - čerbarskó et thamarsque - thamarskó, diffuses dans tout le pays),.

## Langues étrangères

### Anglais
L'anglais est une langue qui progresse très rapidement : c'est devenu la première langue étrangère vers 1990, supplantant le russe, mais son développement est limité par les problèmes socio-économiques et la pauvreté d'une partie de la population, ce qui explique que l'anglais est une langue connue, surtout par les membres des jeunes générations, dans les grandes villes. Dans les zones rurales, trouver des personnes qui savent parler l'anglais est plus rare. De plus, vu la situation économique, les jeunes qui maîtrisent une langue étrangère quittent souvent le pays, et émigrent. Cette langue a largement devancé le russe, dès la fin des années 1980.

### Allemand
L'allemand est devenue la seconde langue étrangère dès le milieu des années 1990, mais l'Allemagne continue encore à être associée aux souvenirs douloureux de l'Allemagne hitlérienne de 1933 à 1945, surtout pour les ruraux et les personnes âgées. Mais les temps évoluent, et le statut de cette langue évolue rapidement, de sortes qu'elle devrait être presque à égalité avec l'anglais d'ici à 2025, ce qui s'explique par le nombre important de travailleurs originaires de Serbie qui travaillent en Allemagne, ou qui vont rejoindre ce pays d'ici à une date proche.
Les Serbes qui travaillent en Autriche, ou en Suisse alémanique, sont aussi nombreux.
Avant 1945, il y avait dans l'actuelle Serbie un groupe minoritaire de langue allemande, mais ses locuteurs furent presque tous expulsés entre 1945 et 1948.

### Français
Avec l'entrée de la Serbie dans l'Organisation internationale de la francophonie, plusieurs plans furent appliqués pour accentuer la francisation de ce territoire, amenant à la loi sur l’enseignement obligatoire d'une deuxième langue dans le cycle scolaire. Les effets de cette loi furent beaucoup plus importants que prévu, le nombre d’élèves passant de 29 000 apprenants en 2008 à 126 000 en 2010, c'est-à-dire une augmentation de 434 % en deux ans.
En 2013, 30 % des écoles primaires et 45 % des établissements d'enseignement secondaire proposaient l'enseignement du français.
Les effectifs totaux d'enseignement du français dans ce pays en font la troisième langue la plus enseignée dans le pays après l'anglais et l'allemand.
Avant 1918, le français était la première langue étrangère parlée en Serbie, et était utilisée dans la diplomatie, et l'administration.